# Síndrome da colza (óleo tóxico)
Síndrome da colza - óleo tóxico (Enfermedad de la colza, español; Toxic Oil Syndrome, TOS, english) -, conhecido como  síndrome do óleo tóxico ou síndrome do azeite tóxico foi uma intoxicação massiva na Espanha em 1981. Tal doença afetou mais de vinte mil (20.000) pessoas, ocasionando a morte de mais de 1.100 pessoas, segundo os registros pericíais que condenaram os responsáveis da intoxicação.
Em 1989, o Supremo Tribunal da Espanha considerou provada a relação de causalidade entre a ingestão de óleo de colza desnaturado e a doença, condenando o setor responsável pela distribuição e comercialização do óleo/azeite, e do Estado como responsável subsidiário. Segundo o acórdão, o óleo de colza desnaturado para uso industrial, foi desviado conscientemente e por "um desejo excessivo para o lucro", ao consumo humano.
Seu período de latência é de cerca de 10 dias. A relação entre mulheres e homens foi de 1,5 para 1, afetando ainda mais os grupos etários das terceira e quarta décadas (30-40) de vida.

## Efeitos colaterais
Há três fases clínicas da doença:
1. A fase aguda, com o aparecimento da pneumonia atípica, caracterizado por interstícios infiltrados (que afeta o tecido de suporte e vasos que formam um órgão) alveolar e eosinofilia (aumento do número de eosinófilos no sangue).
2. Na fase subaguda ou intermediária ocorre a trombose, hipertensão pulmonar grave, cãibra e mialgia (dores musculares).
3. Fase crônica crônica é caracterizada por hepatopatia (termo geral para doenças do fígado), esclerodermia (literalmente "pele dura" doença generalizada do tecido conjuntivo caracterizada clinicamente por endurecimento e fibrose de pele, e por diferentes formas de envolvimento de alguns órgãos internos ou vísceras como o coração, pulmões, rins e trato gastrointestinal), hipertensão pulmonar e neuropatia (termo geral para distúrbios nervosos).

Existe evidência científica de associação entre o consumo de azeite desnaturalizado e da aparição da enfermidade, avaliada por vários estudos epidemiológicos de tipo caso-controle.